# Giuseppe Lamacchia
Giuseppe Lamacchia (Matera, 10 febbraio 1912 – Matera, 28 gennaio 1999) è stato un politico italiano.

## Biografia
Nato a Matera nel 1912 dal maestro elementare Pasquale Lamacchia e da Maria Gaetana Montemurro, si diplomò al liceo classico Duni e conseguì la laurea in medicina con specializzazione in ostetricia e ginecologia all'Università di Bologna. 
Dal 1940 prese parte alla seconda guerra mondiale nel corpo dei Bersaglieri, con il grado di tenente medico. 
Nel dopoguerra iniziò a praticare la professione all'ospedale civile di Matera.
Militò politicamente nelle file della Democrazia Cristiana e fu eletto sindaco di Matera nel 1952. 
Come sindaco si trovò ad affrontare gli effetti della legge n. 619 del 17 maggio 1952 sullo sfollamento dei Sassi, voluta da Alcide de Gasperi, e fu protagonista della trasformazione urbanistica della città. 
Inaugurò il nuovo borgo rurale La Martella nel 1953 e il rione di Serra Venerdì nel 1956, pensati per ospitare migliaia di sfollati del centro storico. 
Il 27 novembre 1954, di concerto con l'arcivescovo Giacomo Palombella, proclamò Matera civitas Mariae ("città di Maria"). 
Nel 1955 dette avvio all'iter di progettazione del monumento dedicato a De Gasperi, deceduto l'anno precedente, che si concretizzerà molto più tardi, nel 1971.
Sposatosi il 9 giugno 1962 con Elvira Anna Manuti, ostetrica di Barletta (deceduta improvvisamente nel 1980), ebbe un figlio, Pasquale.
Morì a Matera il 28 gennaio 1999 e fu sepolto nel cimitero di Contrada Pantano.